# 蒸汽爆炸

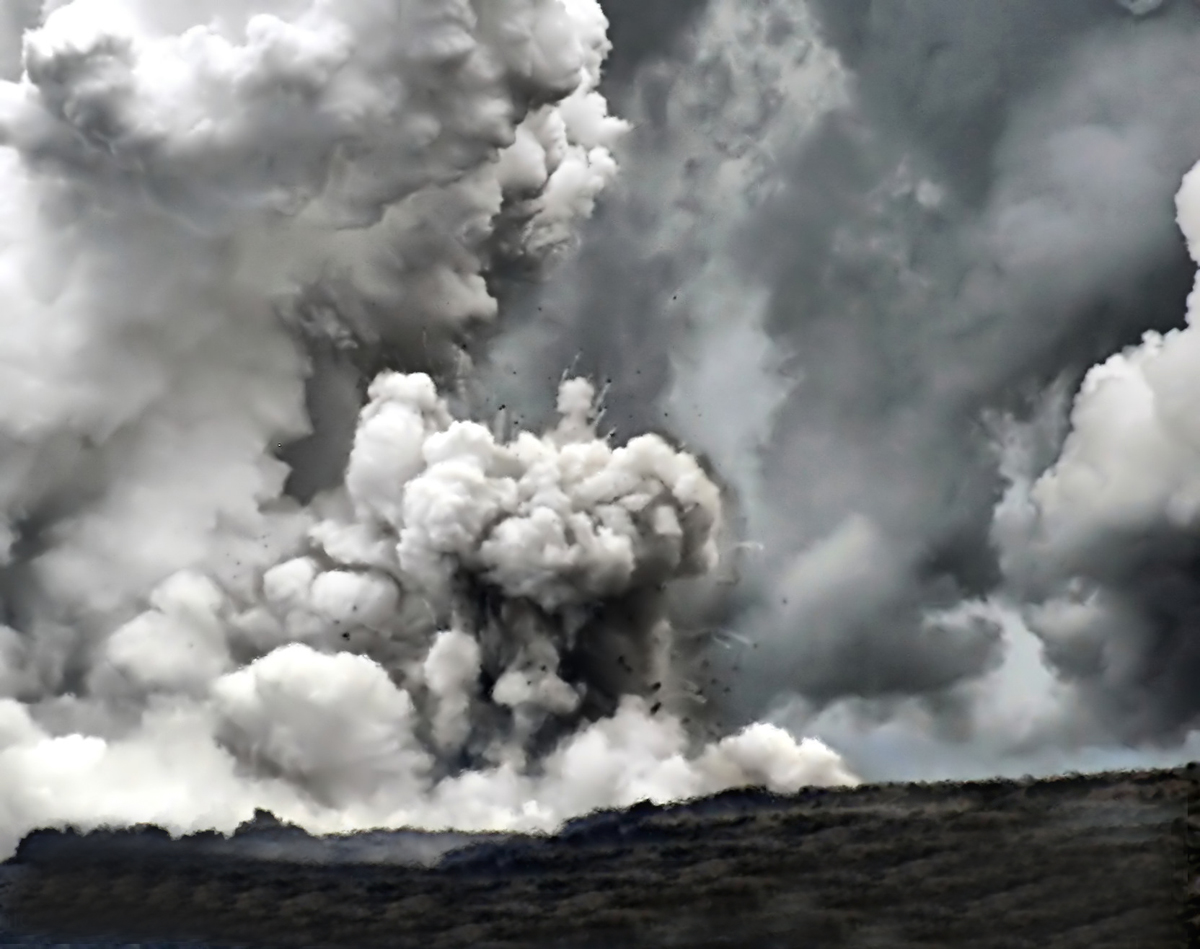
夏威夷附近因為熔岩濺入海中引起的海洋爆炸

蒸汽爆炸是指水劇烈的沸騰或是閃蒸成蒸汽的現象，可能是因為水本身的过热、被其中細微的細屑快速的加熱、或是因為和熔化的金屬反應而升溫（例如爐心熔毀後，核反应爐中熔化的燃料棒和冷卻水產生的燃料-冷卻劑相互作用）。若壓力容器（例如压水反应爐）運作在超過气压，也可能會產生蒸汽爆炸的情形。水由液體變成氣體的速度非常快，其體積劇烈地膨脹。蒸汽爆炸時，若沒有容器的限制，爆炸會將蒸汽、沸騰的熱水、加熱的物質往各個方向散播，因此有可能造成燙傷或是灼傷。